# Burjatija
Republika Burjatija (rusko Респу́блика Буря́тия, burjatsko Буряад Улас, Burjaad Ulas) je avtonomna republika Ruske federacije v Sibirskem federalnem okrožju. Na severu in zahodu meji z Irkutsko oblastjo, na skrajnem zahodu z republiko Tuvo, na jugu z Mongolijo in na vzhodu z Zabajkalskim okrajem. Ustanovljena je bila 30. maja 1923.